# 윈도스 온 더 월드

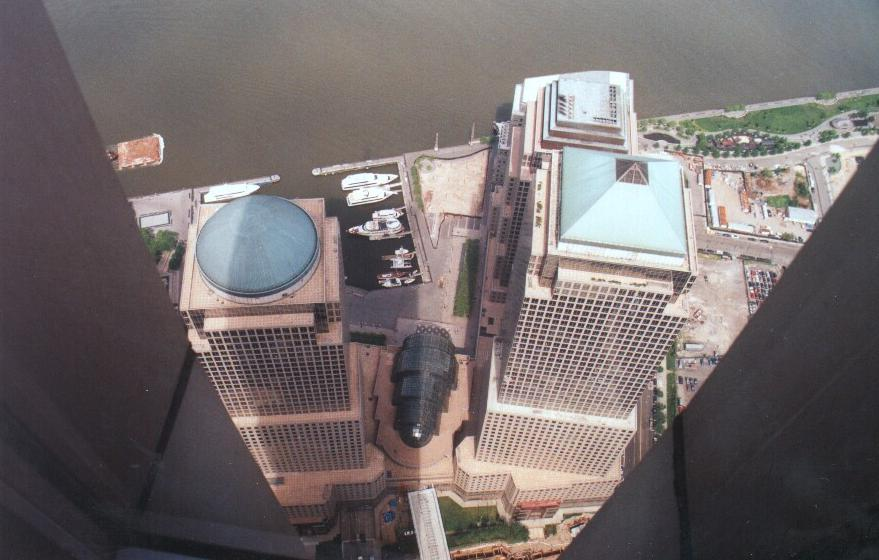
윈도스 온 더 월드 레스토랑에 내려다 본 세계 금융 센터.

윈도스 온 더 월드(영어: Windows on the World)는 로어맨해튼에 위치한 세계 무역 센터 1WTC 꼭대기인 106층과 107층에 위치했던 복합 시설로, 윈도스 온 더 월드 레스토랑, 와일드 블루라고 불린 작은 레스토랑, 그레이스트 바 온 얼스라고 불린 바, 개인 공간이 갖춰진 휴게실 등이 있었다. 처음 설계 당시에는 레스토랑 운영자인 존 바움과 워렌 플래터가 개발했으며, 이 윈도스 오브 더 월드 레스토랑은 북쪽 타워의 4,600 m²를 차지하고 있었다. 이 레스토랑은 1976년 4월 19일 개점했으나, 9·11 테러로 세계 무역 센터가 붕괴하면서 폐점했다.

## 운영
메인 식사공간은 북쪽과 동쪽 창가 자리로 손님이 맨해튼의 스카이라인을 편히 볼 수 있도록 했다. 남성 자켓 드레스 코드가 있으며, 이는 엄격하게 시행했다. 예약하고 도착했지만 자켓을 입지 않은 경우에는 바에만 있어야 했다. 단골 손님의 경우에는 레스토랑에서 자켓을 대여해서 메인 식사공간에 있게 해주었다.
와일드 블루 바는 레스토랑의 남쪽에 있었다. 이 바는 북쪽 타워의 남쪽 면과 동쪽 면 코너에 있었다. 바의 드레스 코드 규정은 유연했다.